# Ramon Ruiz Amado
Ramon Ruiz Amado i de Contreras (Castelló d'Empúries, 1861-Barcelona, 1934) va ésser un sacerdot i pedagog català, doctor en Dret, escriptor i membre de la Companyia de Jesús.

## Biografia
Conegut sota el nom de Ramon Ruiz Amado amb que publicava els seus escrits. Utilitzava els dos cognoms paterns per evitar ser confós pel seu germà Lluís, escriptor, diputat liberal i crític amb el clericalisme.
Estudià dret a la Universitat de Barcelona i es doctorà a Madrid. Exercí d'advocat fins que als vint-i-tres anys decidí fer-se jesuïta. El 1890 fou professor durant tres anys al col·legi dels jesuïtes d'Oriola. Des dels seus estudis i pràctica educativa es convencé de la validesa de la Ratio Studiorum, amb les adaptacions que demandaven els temps. Estudià teologia a Tortosa, on fou ordenat sacerdot, i la llicenciatura de filosofia i lletres a la Universitat de Saragossa.
Sent professor a Sarrià, Mañé i Flaquer li encarregà per la seva condició d'advocat i docent oposar-se i refutar les reformes educatives liberals del Comte de Romanones des de les pàgines del conservador Diario de Barcelona. L'aplec d'aquests articles conformen la publicació pedagògica La leyenda del Estado enseñante, de 1903. Ja el 1901 havia publicat, amb el pseudònim de Raimundo Carbonel, dos opuscles denunciat la monopolització de l'ensenyament per part de l'Estat. Defensant el paper subsidiari d'aquest respecte a d'acció privada.
El ressò d'aquesta campanya el portà a Madrid a la redacció de la revista Razón y Fe, on hi publicà assíduament sobre temes pedagògics. En ells es beslluma la seva preocupació per dotar de ferms i modernitzadors fonaments teòrics i pràctics l'educació tradicional. Mirant de fer front a l'emergència de l'Escola Nova i la pedagogia activa. Les quals són vistes des del catolicisme conservador com una manifestació més de l'anomenat "Modernisme" en l'àmbit de l'educació. Un objectiu que es convertirà en la constant de la seva vida com a intel·lectual i publicista.
En aquest línia, emprengué viatges a l'estranger per a visitar Alemanya (1906), Gran Bretanya (1908) i Amèrica on contactà amb John Dewey (1910). El magisteri de Friedrich Paulsen marcarà l'obra pedagògica de Ramon Ruiz Amado. També la coneixença dels deixebles de Johann Friedrich Herbart, com Rein, Foerster i Willman els quals en feien una interpretació conservadora dels seus plantejaments educatius.
El 1910 retornà a una Barcelona convulsionada per la Setmana Tràgica. Fet que el refermà en els seus objectius pedagògics però també en culpabilitzar-ne les escoles laiques.
Des d'una voluntat de conjuminar progrés i tradició, el 1911, va fundar i dirigir la revista La Educación Hispanoamericana, el mateix any que el moviment de renovació pedagògica creava la Revista de Educación per estendre l'escola activa i les noves metodologies.
Es dedicà, per camins semblants, a fer de contrapés de la Intitución Libre de Enseñanza dins la Espanya del primer terç del segles XX. Mirant de construir una estructura teòrica i pràctica sòlida en que fonamentar amb rigor la recristianització de la societat per l'educació.
El 1913 es posava al front de la Llibreria Religiosa tot dinamitzant i expandint l'obra editorial i social iniciada per Antoni Maria Claret i Josep Caixal. On aplicà, ben matinerament, la participació dels treballadors en els beneficis.
Entre 1921 i 1926 fou membre del Consejo de Instrucción Pública de l'Estat.
Es preocupà per promoure l'educació social que ha de ser el complement necessari de l'educació individual, Una educació social basada en la democràcia, la moral i el cristianisme.
Durant la Segona República, amb la clausura de les escoles jesuítiques, en el seu darrer llibre va fer una apologia del sistema educatiu de la Companyia de Jesús i la seva metodologia, tot defensant-lo dels atacs que rebia.
La seva producció bibliogràfica fou extensíssima en el camp de l'educació, més de 370 obres sense comptar articles i col·laboracions. L'obra de Ramon Ruiz Amado abasta altres camps com ara una col·lecció de monografies publicades entre 1890 i 1900 i agrupades amb el nom d'Estudios Literarios, una de les quals dedicà al poeta Jacint Verdaguer. També moltes traduccions algunes monumentals com els dotze primers volums de la Historia de los Papas de L. von Pastor o els vint-i-quatre de la Historia Universal de Johann B. Weiss J. B. Weiss,
Ramon Ruiz Amado era oncle del poeta Carles Fages de Climent, molt vinculat també a Castelló d'Empúries.

## Publicacions (selecció)
- La Enseñanza en España. Barcelona: Subirana, 1901. (2 vols.).
- La leyenda del Estado Enseñante, Barcelona: Subirana, Barcelona: 1903.
- Los peligros de la Fe, Barcelona: Gustavo Gili, 1905.
- La enseñanza popular de la Religión, Barcelona: Gustavo Gili, 1906.
- Educación de la castidad, Barcelona: Razón y Fe, 1909.
- Las ideas pedagógicas de Federico Paulsen. Barcelona: Llibreria Religiosa, 1912.
- La Educación Religiosa, Barcelona: Gustavo Gili, 1912.
- La Educación Femenina, Llibreria Religiosa Barcelona, 1912.
- Historia de la Educación y de la Pedagogía, Barcelona: Llibreria Religiosa,1912
- Educación cívica, Barcelona: Llibreria Religiosa,1918.
- Educación Social, Barcelona: Llibreria Religiosa, 1920.
- La Educación Intelectual, Barcelona: Llibreria Religiosa, 1920.
- El Modernismo Pedagógico, Barcelona: Llibreria Religiosa, 1925.
- La Educación Moral, Barcelona: Llibreria Religiosa, 1931..
- El fracaso de la educación jesuítica. Cartas a un pedagogo moderno. Barcelona: La Educación, 1933.